# 푸르설티아민

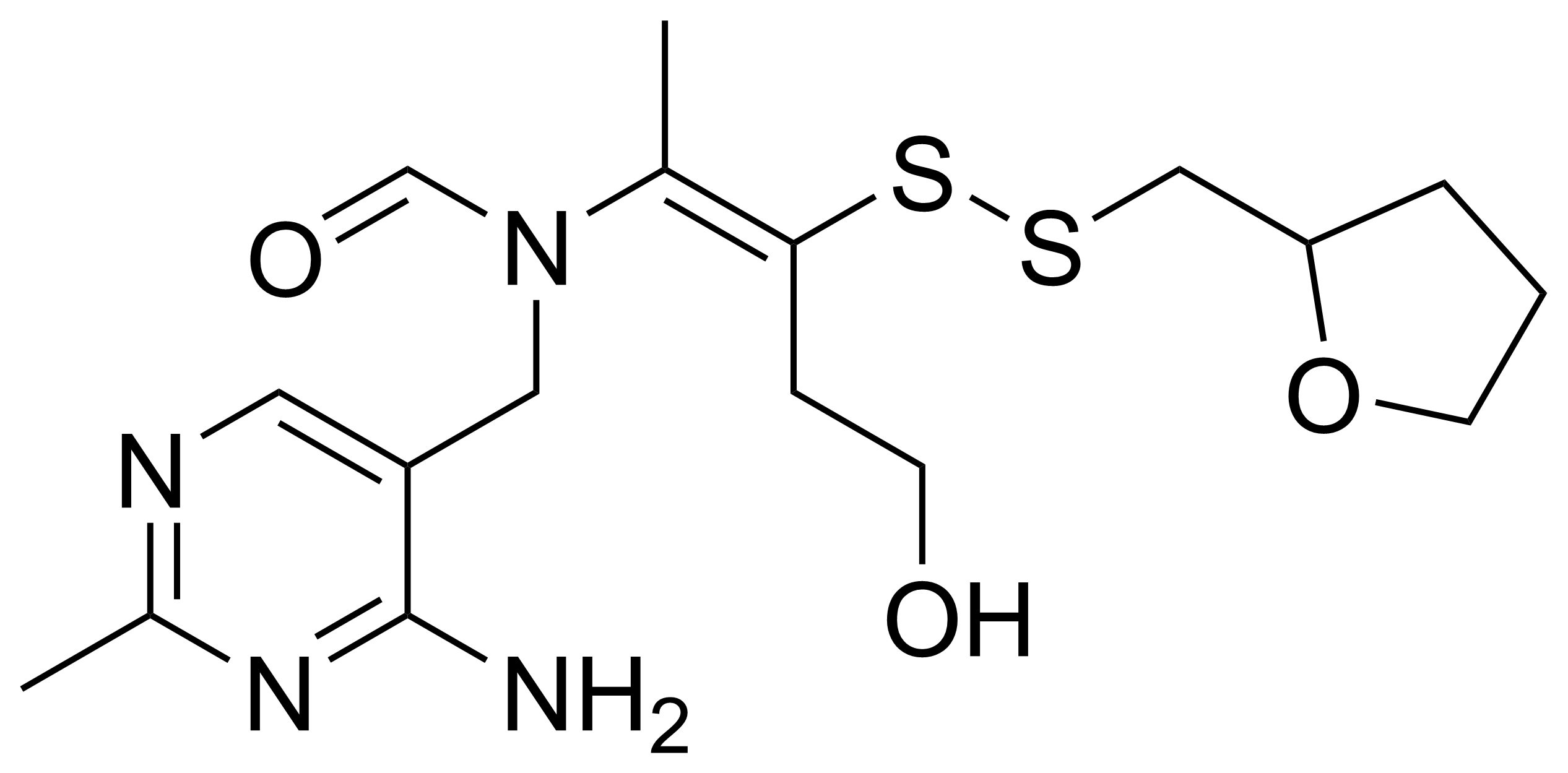
푸르설티아민의 화학 구조.

푸르설티아민(fursultiamine)은 티아민(B1 비타민)의 일종으로, 티아민의 흡수율과 세포 내 유효성을 향상시키기 위해 개발된 합성 화합물이다.
1960년대 일본에서 비타민 B1 결핍증(즉, 각기병)을 치료하기 위한 개선된 친유성을 가진 티아민 형태를 개발하기 위해 알리티아민에서 
합성되었으며, 이후 일본뿐만 아니라 스페인, 오스트리아, 독일, 미국에서도 상용화되었다.
1. 빠른 피로 회복 : 푸르설티아민은 에너지 생산에 중요한 역할을 한다. 또한 일반 티아민보다 더 빠르게 최고 혈중 농도에 도달해 빠른 흡수와 높은 생체 이용률을 보인다.[2]
2. '마늘주사'의 주 성분 : 빠른 흡수를 위해 푸르설티아민을 체내에 바로 주사하며 피로회복, 신경통 완화, 면역력 강화에 효과가 있는 '마늘주사'. ‘마늘주사’의 주 성분이 바로 푸르설티아민이라고 한다[3]. 실제 마늘이 들어간 것은 아니며 '알리티아민'라는 마늘성분에서 유래되어 일명 '마늘주사’라고 불리고 있다.
3. 치매 예방에 도움 : 인지 능력 개선에 효과가 있다. 알츠하이머 초기 치매 환자를 대상으로 12주간 1일 푸르설티아민을 100mg 복용 시켰을 때, 인지능력 개선에 도움이 된다는 연구 결과가 있다[4]. 이 외에도 인지력 향상과 감정 조절에 도움을 줄 수 있다는 다수의 연구결과가 있다.
4. 알코올성 치매 예방 및 숙취 해소 도움 : 알코올 사용 장애를 진단 받은 환자 중에서 푸르설티아민을 복용한 자와, 복용하지 않은 자를 비교 했을 때 복용한 자의 치매 발생률이 낮았다.[5] 알코올 섭취 시, 아세트알데히드라는 독성 물질이 나오는데 이는 숙취를 유발하고 해마를 손상시켜 기억 저장을 방해한다. 푸르설티아민은 아세트알데히드의 독성을 경감, 분해시킬 수 있으며 음주 후 낮아진 티아민 수치를 올려 주기 때문에 평소 음주를 자주 하거나 숙취가 심한 사람에게 도움을 줄 수 있다.
5. 혈액뇌장벽(Blood Brain Barrier;BBB)을 통과하는 지용성 비타민 : 다른 신체 혈관과 달리 뇌의 혈관에는 BBB(혈액뇌장벽)라는 혈액벽이 있다고 한다. 일반 비타민은 혈액뇌장벽(Blood Brain Barrier;BBB)을 뚫을 수 없지만 푸르설티아민은 혈액뇌장벽을 뚫고 뇌까지 도달해 뇌세포에 직접 작용한다.[6]
6. 집중력 유지에 도움 : 푸르설티아민은 집중력 유지에 도움을 준다. 뇌를 많이 쓰는 수험생, 공시생 등등에게 효과적으로 한때 약국에서 푸르설티아민을 함유한 약품이 성행했다.

푸르설티아민은 티아민(B1)의 유도체로, 일반적인 식품에서는 찾아보기 어려우며 주로 경구로 복용하거나 주사제로 투여 가능
예) 아로나민골드, 마늘주사 등
일반 의약품: 약국에서 간편하게 구매 가능
전문 의약품 : 의사의 처방을 통해 복용 가능하며 일반적으로 티아민 결핍, 특정 신경계 질환을 치료하는데 사용